# Phascolosoma saprophagicum
Phascolosoma saprophagicum är en stjärnmaskart som beskrevs av Gibbs 1987. Phascolosoma saprophagicum ingår i släktet Phascolosoma och familjen Phascolosomatidae. Inga underarter finns listade i Catalogue of Life.